# Imperio Nazza: Farruko Edition
Imperio Nazza: Farruko Edition es el nombre del tercer Álbum del puertorriqueño Farruko. Fue publicado el 23 de mayo de 2013 bajo los sellos Nazza Records, El Cartel Records y Siente Music. Cuenta con las colaboraciones de Daddy Yankee, Reykon, J Álvarez, Zion & Lennox, Ñengo Flow, Arcángel, Yomo, D.OZi y Dayane.
Fue la primera edición de Imperio Nazza en Album Musical al igual que fue distribuido como disco físico, a diferencia de las otras ediciones que eran fueron publicados solo por vía internet. El sencillo «Besas tan bien», alcanzó la posición #16 en la categoría Latin Rhythm Airplay de Billboard.

## Lista de canciones
| N.º | Título                                                     | Productor(es)                                 | Duración |  |
| 1.  | «Voy a 100»                                                | Musicologo & Menes, Benny Benni               | 3:18     |  |
| 2.  | «Booty Booty» (con Ñengo Flow, D.OZi, Yomo, Zion & Lennox) | Musicologo & Menes, Benny Benni               | 5:58     |  |
| 3.  | «Besas tan Bien»                                           | Musicologo & Menes, Benny Benni               | 3:04     |  |
| 4.  | «Mi Vida no va a Cambiar» (con Arcángel)                   | Musicologo & Menes, DJ Luian, Benny Benni     | 3:34     |  |
| 5.  | «Forever Alone»                                            | Musicologo & Menes, Benny Benni               | 3:15     |  |
| 6.  | «No es una Gial» (con De La Ghetto)                        | Musicologo & Menes, DJ Luian, Benny Benni     | 3:44     |  |
| 7.  | «Una Nena» (con Daddy Yankee)                              | Musicologo & Menes                            | 3:06     |  |
| 8.  | «Hacerte el Amor» (con J Álvarez)                          | Musicologo & Menes, Benny Benni               | 3:14     |  |
| 9.  | «Rapapam» (con Reykon)                                     | Musicologo & Menes, Benny Benni               | 3:30     |  |
| 10. | «Excusas» (con Dayane)                                     | Musicologo & Menes, Benny Benni               | 3:28     |  |
| 11. | «Tiempos»                                                  | Musicologo & Menes, Benny Benni               | 3:16     |  |
| 12. | «Humilde de Corazón»                                       | Musicologo & Menes, Benny Benni, Sharo Torres | 5:59     |  |